# Čedo Grbić
Čedo Grbić – Kedacije (Rajić, kod Novske, 8. travnja 1921. — Zagreb, 4. prosinca 1994.) bio je sudionik Narodnooslobodilačke borbe, društveno-politički radnik SR Hrvatske i narodni heroj Jugoslavije.

## Životopis
Rođen je 8. travnja 1921. godine u selu Rajić, kod Novske. Osnovnu školu završio je u rodnom selu, gimnaziju u Novoj Gradiški, a 1939. godine upisao je Šumarski fakultet u Zagrebu. Godine 1937. primljen je u Savez komunističke omladine Jugoslavije (SKOJ). Tijekom studija dva je puta bio uhićen zbog političke aktivnosti. Članom Komunističke partije Jugoslavije (KPJ) postao je u svibnju 1941. godine.

### Drugi svjetski rat
Neposredno uoči napada na Jugoslaviju, po naredbi rukovodstva KPJ, otišao je iz Zagreba i vratio se u rodno selo, gdje je počeo raditi na pripremama za otpor Osovini. Do odlaska u partizane, najviše je bio angažiran kao veza partijske organizacije u Okučanima i Novoj Gradiški. U rodnom selu formirao je jaku skojevsku grupu i pripremao oružanu akciju na općinu Rajić, koju je izvršila psunjska partizanska grupa. To je bila jedna od prvih oružanih akcija protiv osovinskih snaga u Slavoniji.
Početkom studenog 1941. godine, nakon uspješnog napada na prugu Beograd – Zagreb kod sela Lađevac, Grbić je otišao u partizane. Kratko je vrijeme bio borac, zatim politički delegat voda, pa politički komesar čete i bataljuna Psunjskog odreda. Od mnogih akcija u kojima je sudjelovao tijekom 1942. godine najznačajnija je bila borba na Gradini u travnju, kada je četa čiji je član bio Grbić uspjela odbiti iznenadni napad ustaša. Sa Drugim bataljunom Psunjskog odreda sudjelovao je krajem ljeta 1942. u borbi za likvidaciju Španovice, najjačeg ustaškog uporišta u Slavoniji.
Formiranjem Prve slavonske partizanske brigade, postao je politički komesar Drugog bataljuna, a u veljači 1943. politički komesar brigade. Sa brigadom je sudjelovao, među ostalima, u borbi za oslobođenje Voćina, maršu brigade u Hrvatsko zagorje, oslobođenju Lepoglave 13. srpnja 1943. godine te izvlačenju brigade iz njemačko-ustaškog obruča na Kalniku.
U kolovozu 1943. godine formiran je Protučetnički bataljun, sastavljen uglavnom od boraca srpske nacionalnosti, članova KPJ-a i SKOJ-a. Grbić je bio postavljen za političkog komesara tog bataljuna. Zadatak bataljuna bio je uništenje skupine četnika koja se iz Bosne premjestila u Slavoniju. Bataljun je skupino, okupljenu oko Okučana i Nove Gradiške, brzo porazio. Značajnija akcija ovog bataljuna bilo je i oslobođenje 40 logoraša iz logora Jasenovac. Sredinom jeseni 1943. godine, bataljun je rasformiran.
Od kraja 1943. do travnja 1944. godine bio je politički komesar 28. udarne divizije, a zatim kraće vrijeme sekretar Oblasnog komiteta SKOJ-a za Slavoniju. Krajem 1944. godine otišao je na rad u Odjeljenje za zaštitu naroda (OZN-a) za Hrvatsku.

### Poslijeratna karijera
Poslije rata, godine 1948., postao je pukovnik JNA. Godine 1952. imenovan je za političkog komesara korpusa, a krajem 1953. demobiliziran je.
Od 1953. godine vršio je brojne državne i partijske dužnosti:
- član Izvršnog vijeća Sabora SR Hrvatske
- predsjednik Privrednog vijeća Sabora SR Hrvatske
- sekretar Republičkog sekretarijata za privredu SR Hrvatske
- potpredsjednik Sabora SR Hrvatske (1967. – 1974.)
- član Predsjedništva SR Hrvatske (1974. – 1978.)
- predsjednik Ustavnog suda SR Hrvatske (1978. – 1981.)
- član Centralnog komiteta SK Hrvatske od Četvrtog kongresa.

Tijekom Hrvatskog proljeća 1971. godine, Grbić je zajedno s Jurom Bilićem, Dušanom Dragosavcem, Milutinom Baltićem i Emom Derossi-Bjelajac bio među dužnosnicima SKH čije je ostavke zahtijevao Savez studenata Hrvatske. Savez studenata ih je optuživao da se protive politici vođa SKH Savke Dabčević-Kučar i Mike Tripala, odnosno da se zalažu za jaču centralizaciju Jugoslavije i smanjenje ovlasti republika. Nakon sloma Hrvatskog proljeća, Grbić se zalagao za ostvarenje pojedinih ciljeva vodstva smijenjenog 1971. godine i protivio se revanšizmu nad njima. Iako je bio pobornik ideja jugoslavizma, Grbić se javno protivio procesima jače centralizacije države još od 1967. godine te je zagovarao emancipaciju svih republika unutar okvira Jugoslavije.
Objavio je više radova o društveno-političkom sustavu Jugoslavije.
Umro je 4. prosinca 1994. godine u Zagrebu. Sahranjen je na zagrebačkom groblju Mirogoj.
Nositelj je Partizanske spomenice 1941. i više jugoslavenskih odlikovanja, među kojima su: Orden jugoslavenske zastave sa lentom, Orden bratstva i jedinstva sa zlatnim vijencem, Orden za hrabrost i Orden partizanske zvijezde sa puškama. Ordenom narodnog heroja odlikovan je 20. prosinca 1951. godine.